# Таур Матан Руак
Таур Матан Руак (порт. Taur Matan Ruak, справжнє ім"я Жозе Марія Вашкунселуш порт. José Maria Vasconcelos) — тиморський політичний, державний і військовий діяч. Президент Східного Тимору (2012—2017). До приходу в політику був військовим командиром сил оборони Східного Тимору (ФАЛІНТІЛ), які до 2002 боролися за незалежність Східного Тимору.
20 травня 2012 року — 20 травня 2017 року був президентом Східного Тимору.
З 22 червня 2018 — чинний прем'єр-міністр Східного Тимору

## Біографія
Коли Індонезія 7 грудня 1975 року окупувала Східний Тимор, Таур Матан Руак приєднався до ФРЕТІЛІН в боротьбі за незалежність. Був захоплений індонезійською армією в 1979 році, але йому вдалося втекти після 23 днів полону. З 1980-х він був одним з організаторів військових операцій. Його військова кар'єра тривала і після здобуття незалежності Східного Тимору у 2002 році. Після здобуття незалежності, Таур Матан Руак був військовим командиром сил оборони Східного Тимору (ФАЛІНТІЛ). У 2009 році він був підвищений до звання генерал-майора. Він був командиром збройних сил до 1 вересня 2011 року, а 6 жовтня залишив військову службу. Таур Матан Руак брав участь в президентських виборах 17 березня 2012 року як незалежний кандидат і переміг у другому турі, який пройшов 16 квітня. Таур Матан Руак вступив на посаду президента 20 травня 2012 року, змінивши на цій посаді Жозе Рамуш-Орта.